# Crișcior
Crișcior là một xã thuộc hạt Hunedoara, România. Dân số thời điểm năm 2002 là 4294 người.